# Toledo (гурт)
Toledo — американський інді-рок дует із Ньюберіпорта, штат Массачусетс, зараз дует базується в Брукліні, Нью-Йорк.

## Історія
На початку 2019 року гурт Toledo випустив свій перший мініальбом, Hot Stuff.
Другий мініальбом дуету Toledo, Jockeys of Love, вийшов 12 лютого 2021 року.
У червні 2022 року гурт Toledo випустив нову пісню «L-Train».
Восени 2022 року гурт Toledo випустив свій дебютний повноформатний альбом How It Ends через лейбл Grand Jury Records.
У лютому 2023 року дует анонсував How It Ends [UNRATED EDITION] — розширене видання свого дебютного альбому, яке має вийти 31 березня. Разом із оголошенням вони випустили пісню «Oak Hill».

## Склад гурту
- Даніель Альварес (Daniel Alvarez),
- Джордан Данн-Пілц (Jordan Dunn-Pilz).

## Дискографія
Студійні альбоми
- How It Ends (2022, Grand Jury)

Мініальбоми
- Hot Stuff (2019, Telefono)
- Jockeys of Love (2021, Telefono)